# 徐俊相
徐俊相（1970年9月4日—），台灣新聞主播、主持人、作家，畢業於國立交通大學機械研究所控制組。現任東森財經新聞台《57爆新聞》主持人、東森新聞台《台灣啟示錄》製作人、主持人。

## 學歷
- 私立辭修高級中學高中部
- 國立交通大學機械工程系
- 國立交通大學機械研究所控制組[2]

## 經歷
- 港都電台記者、播音員、主持人
- 東森新聞台政治中心記者、主播、主持人、製作人
- 華視記者、主播、主持人、採編中心副主任兼政治組組長
- 宏觀電視節目主持人、製作人
- 東森財經新聞台主持人、製作人
- 交通部觀光局台灣燈會活動主持人2004~2024

## 生平
在成為記者前，徐俊相曾被視為「理科人才」。大學畢業後，徐俊相以優異成績考取交大機研所，但上課僅一週，就發現就讀的科系和興趣不合，但因父母反對休學，徐俊相最後仍舊完成學業。退伍前夕，徐俊相原本打算將履歷投往新竹科學園區，但「回想唸研究所時的痛楚」，最後依舊決定前往港都電台應徵。
在港都電台期間，雖曾被時任港都電台董事長倪蓓蓓質疑，不過仍交出亮眼的成績單。入行僅僅一年，就接下電台節目的主持人職位，破了基層員工升遷主持人的最快紀錄。當時東森南部新聞中心的主管，也是節目的忠實聽眾，主動打電話挖他進電視台。
2005年加入華視新聞後，擔任《華視晚間新聞》專職主播外，更被指派要兼任採訪中心副主任職務。事後回想那時候，雖然忙到「生不如死」，卻是很好的人生歷練。2008年重返東森新聞台，曾協助《台灣啟示錄》節目採訪，創下超高收視率，隨後便主持《法眼黑與白》節目兼任製作人。

## 家庭
- 出生於桃園縣，上頭有五個兄姊，排行老么，與大姊相差15歲。
- 從小出身並不富裕，家庭從事土木工程的工作[5]。在家人期待下，選讀「理組」交大機械系。
- 育有兩女。

## 主持作品

### 曾播報或主持的節目
| 年份                          | 頻道           | 節目             | 備註           |
| ----------------------------- | -------------- | ---------------- | -------------- |
| 待查                          | 華視           | 《華視晨間新聞》 | 主播           |
| 待查                          | 華視           | 《華視午間新聞》 | 主播           |
| 2005年11月─2008年10月6日      | 華視           | 《華視晚間新聞》 | 主播           |
| 待查                          | 華視           | 《華視新聞雜誌》 | 主持人         |
| 待查                          | 華視           | 《華視新聞廣場》 | 主持人         |
| 2006年─2008年                 | 公共電視台     | 《公民眾意院》   | 旁白           |
| 2008年11月1日─2009年          | 東森新聞台     | 《東森晚間新聞》 | 假日主播       |
| 2008年11月1日─2009年          | 東森新聞台     | 《東森大社會》   | 主播           |
| 2008年11月1日─2009年          | 東森新聞台     | 《東森整點新聞》 | 主播           |
| 2010年7月2日─2015年12月5日    | 東森新聞台     | 《法眼黑與白》   | 主持人兼製作人 |
| 2012年9月15日─2014年5月25日   | 東森新聞台     | 《關鍵51區》     | 主持人         |
| 2014年9月29日─2018年4月13日   | 東森財經新聞台 | 《57新聞王》     | 主持人         |
| 2015年12月12日─2017年12月23日 | 東森新聞台     | 《3600秒》       | 主持人         |
| 2017年7月1日─2017年9月23日    | 東森財經新聞台 | 《57科技無限+》  | 主持人         |
| 2018年4月29日─待查            | 東森財經新聞台 | 《台灣大代誌》   | 主持人         |
| 2018年5月7日─至今             | 東森財經新聞台 | 《57爆新聞》     | 主持人兼製作人 |
| 2021年8月30日─2021年12月3日   | 東森超視       | 《超級研究事》   | 主持人         |
| 2025年5月18日─至今            | 東森新聞台     | 《台灣啟示錄》   | 主持人         |

## 得獎紀錄

### 卓越新聞獎
| 年份   | 獲提名                                                                                   | 獎項           | 結果 |
| ------ | ---------------------------------------------------------------------------------------- | -------------- | ---- |
| 2003年 | 北城醫院打錯針事件（中華電視公司2002/11/29播出），徐俊相、蕭彤雯、許有容、翁乾晃、張復欽 | 即時新聞採訪獎 | 獲獎 |

### 中華民國內政部防暴優質新聞獎
| 年份   | 獲提名 | 獎項                         | 結果 |
| ------ | ------ | ---------------------------- | ---- |
| 2004年 |        | 中華民國內政部防暴優質新聞獎 | 獲獎 |

## 出版作品

### 著作
| 年份   | 書名                     | 作者   | 出版社             | ISBN               |
| 2013年 | 《法眼黑與白之人倫悲歌》 | 徐俊相 | 月之海（繪虹企業） | ISBN 9789865834142 |

## 代言
- 法鼓山人文社會基金會「新六倫運動」生活倫理代言人[6]

## 外部連結
- 徐俊相｜東森財經新聞 （页面存档备份，存于）
- 徐俊相的Facebook專頁